# Catton (Derbyshire)
Pour les articles homonymes, voir Catton.
Catton est une paroisse civile du Derbyshire, en Angleterre.

## Géographie
Catton est située dans l'extrême sud-ouest du Derbyshire, à la frontière du Staffordshire. Administrativement, elle relève du district non métropolitain du South Derbyshire. La ville la plus proche est Burton upon Trent, à 8 km au nord-ouest.
La paroisse civile de Catton est majoritairement rurale. Elle abrite Catton Hall (en), un manoir de 1741 qui constitue un monument classé de grade II* depuis 1952.